# Чарльз Ґранвілл, 2-й граф Бат
Чарльз Ґранвілл, 2-й граф Бат (31 серпня 1661 — 4 вересня 1701) — англійський військовий, політик, дипломат, придворний і пер.
Народився з титулом ґречності лорд Ленсдаун у 1661 році, він був старшим сином Джона Ґранвілла, 1-го графа Бата, та його дружини, колишньої Джейн Вайч .
19 листопада 1680 року Ґранвілла було обрано членом парламенту від Лонсестона після додаткових виборів, спричинених смертю сера Джона Коритона, Bt. але зазнав поразки від Вільяма Гарборда на наступних загальних виборах у лютому 1681 року. У 1683 році він воював у битві під Віднем на боці Габсбурґів і 27 січня 1684 року отримав титул графа Священної Римської імперії за свої заслуги.
Ґренвілл повернувся до парламенту після того, як у 1685 році був обраний членом парламенту від Корнволла, а також того ж року був призначений послом в Іспанії. Після поразки від Г’ю Боскавена та сера Джона Кер’ю, 3-го баронета, він був покликаний до Палати лордів у баронстві Ґранвілл свого батька в 1689 році, призначений лордом-лейтенантом Девону та Корнволла разом зі своїм батьком у 1691 році та лордом спальні в 1692 році.
22 серпня 1701 Ґранвілл успадкував графство Бата свого батька після смерті останнього. 4 вересня 1701 року Чарльза знайшли мертвим у кріслі в його спальні, пораненим у голову, з двома пістолетами, один з яких був стріляним. Зазначалося, що він був меланхолійним. 22 вересня і батько, і син були поховані в Кілкемптоні.

## Особисте життя
22 травня 1678 року у віці сімнадцяти років Ґранвілл одружився з леді Мартою Осборн, дочкою Томаса Осборна, 1-го герцога Лідського, якій самій було близько чотирнадцяти. Його перша дружина померла 11 вересня 1689 року і була похована у Вестмінстерському абатстві як «леді Ленсдаун».
10 травня 1691 (новий стиль) він одружився з Ізабеллою, сестрою Генріха де Нассау д'Оверкерке, 1-го графа Ґрантама. Вони мали одного сина, Вільяма Генрі (1691–1711), до якого після його смерті перейшли права перів і маєтки Бата. Третій граф помер неодруженим у віці 19 років, і графство вимерло.